# Football Club Internazionale 1922-1923
Questa voce raccoglie le informazioni riguardanti il Football Club Internazionale nelle competizioni ufficiali della stagione 1922-1923.

## Stagione
L'Inter chiude settima nel girone A della Prima Divisione, Lega Nord, e non si qualifica per le finali nazionali.

## Divise
| Prima divisa |

## Rosa
| N. |                   | Ruolo | Calciatore          |
| -- | ----------------- | ----- | ------------------- |
|    | Italia (bandiera) | P     | Piero Campelli      |
|    | Italia (bandiera) | P     | Italo Zamberletti   |
|    | Italia (bandiera) | D     | Silvio Pietroboni   |
|    | Italia (bandiera) | D     | Alessandro Beltrame |
|    | Italia (bandiera) | D     | Leo Giacosa         |
|    | Italia (bandiera) | D     | Cesare Cevenini     |
|    | Italia (bandiera) | D     | Giuseppe Fossati    |
|    | Italia (bandiera) | D     | Innocente Colombo   |
|    | Italia (bandiera) | D     | Alessandro Milesi   |
|    | Italia (bandiera) | D     | Giovanni Farina     |
|    | Italia (bandiera) | D     | Lino Lolla          |
|    | Italia (bandiera) | D     | Giuseppe Negretti   |
|    | Italia (bandiera) | D     | Mario Rubinato      |
|    | Italia (bandiera) | C     | Emilio Agradi       |

| N. |                   | Ruolo | Calciatore        |
| -- | ----------------- | ----- | ----------------- |
|    | Italia (bandiera) | C     | Enrico Rivolta    |
|    | Italia (bandiera) | C     | Osvaldo Aliatis   |
|    | Italia (bandiera) | C     | Pietro Giuriati   |
|    | Italia (bandiera) | C     | Aldo Cevenini     |
|    | Italia (bandiera) | C     | Paolo Scheidler   |
|    | Italia (bandiera) | C     | Emilio Guagnino   |
|    | Italia (bandiera) | C     | Giuseppe Terenzio |
|    | Italia (bandiera) | C     | Costante Longhi   |
|    | Italia (bandiera) | A     | Luigi Cevenini    |
|    | Italia (bandiera) | A     | Ermanno Aebi      |
|    | Italia (bandiera) | A     | Leopoldo Conti    |
|    | Italia (bandiera) | A     | Angelo Pedrazzini |
|    | Italia (bandiera) | A     | Giuseppe Asti     |

## Risultati

### Prima Divisione

#### Girone A

##### Girone d'andata
| 8 ottobre 1922 1ª giornata | Inter          | 1 – 1 | Casale | Campo di via Goldoni\| Arbitro: \| Vagge (Genova) \| |
| Arbitro:                   | Vagge (Genova) |       |        |                                                      |

| 15 ottobre 1922 2ª giornata | Inter               | 4 – 0 | Petrarca | Campo di via Goldoni\| Arbitro: \| Canestrini (Novara) \| |
| Arbitro:                    | Canestrini (Novara) |       |          |                                                           |

| 22 ottobre 1922 3ª giornata | Verona            | 0 – 2 | Inter | Vecchio Bentegodi\| Arbitro: \| Livraghi (Milano) \| |
| Arbitro:                    | Livraghi (Milano) |       |       |                                                      |

| 5 novembre 1922 4ª giornata | Pro Vercelli       | 1 – 0 | Inter | \| Arbitro: \| Venegoni (Legnano) \| |
| Arbitro:                    | Venegoni (Legnano) |       |       |                                      |

| 12 novembre 1922 5ª giornata | Torino        | 6 – 0 | Inter | \| Arbitro: \| Dani (Genova) \| |
| Arbitro:                     | Dani (Genova) |       |       |                                 |

| 19 novembre 1922 6ª giornata | Inter                 | 3 – 0 | Speranza | Campo di via Goldoni\| Arbitro: \| Rangone (Alessandria) \| |
| Arbitro:                     | Rangone (Alessandria) |       |          |                                                             |

| 17 dicembre 1922 8ª giornata | US Torinese    | 3 – 2 | Inter | \| Arbitro: \| Vagge (Genova) \| |
| Arbitro:                     | Vagge (Genova) |       |       |                                  |

| 7 gennaio 1923 9ª giornata | Inter               | 0 – 2 | Virtus Bologna | Campo di via Goldoni\| Arbitro: \| Sanguineti (Genova) \| |
| Arbitro:                   | Sanguineti (Genova) |       |                |                                                           |

| 14 gennaio 1923 10ª giornata | Mantova          | 1 – 1 | Inter | \| Arbitro: \| G.Ricci (Modena) \| |
| Arbitro:                     | G.Ricci (Modena) |       |       |                                    |

| 21 gennaio 1923 11ª giornata | Sampierdarenese | 3 – 1 | Inter | \| Arbitro: \| Armano (Torino) \| |
| Arbitro:                     | Armano (Torino) |       |       |                                   |

| 28 gennaio 1923 7ª giornata | Inter               | 2 – 0 | Pisa | Campo di via Goldoni\| Arbitro: \| Sanguineti (Genova) \| |
| Arbitro:                    | Sanguineti (Genova) |       |      |                                                           |

##### Girone di ritorno
| 4 febbraio 1923 1ª giornata | Casale           | 1 – 0 | Inter | \| Arbitro: \| Olivari (Genova) \| |
| Arbitro:                    | Olivari (Genova) |       |       |                                    |

| 11 febbraio 1923 2ª giornata | Petrarca         | 3 – 1 | Inter | \| Arbitro: \| Tessari (Padova) \| |
| Arbitro:                     | Tessari (Padova) |       |       |                                    |

| 18 febbraio 1923 3ª giornata | Inter        | 3 – 2 | Verona | Campo di via Goldoni\| Arbitro: \| Katz (Parma) \| |
| Arbitro:                     | Katz (Parma) |       |        |                                                    |

| 25 febbraio 1923 4ª giornata | Inter                 | 1 – 5 | Pro Vercelli | Campo di via Goldoni\| Arbitro: \| Rangone (Alessandria) \| |
| Arbitro:                     | Rangone (Alessandria) |       |              |                                                             |

| 18 marzo 1923 5ª giornata | Inter                 | 2 – 2 | Torino | Campo di via Goldoni\| Arbitro: \| Pasquinelli (Bologna) \| |
| Arbitro:                  | Pasquinelli (Bologna) |       |        |                                                             |

| 1º aprile 1923 7ª giornata | Pisa                     | 2 – 2 | Inter | \| Arbitro: \| Pinasco (Sestri Ponente) \| |
| Arbitro:                   | Pinasco (Sestri Ponente) |       |       |                                            |

| 8 aprile 1923 8ª giornata | Inter         | 1 – 0 | US Torinese | Campo di via Goldoni\| Arbitro: \| Dani (Genova) \| |
| Arbitro:                  | Dani (Genova) |       |             |                                                     |

| Bologna 22 aprile 1923 9ª giornata | Virtus Bologna | 0 – 1 | Inter | Campo di via Luigi Valeriani\| Arbitro: \| Dani (Genova) \| |
| Arbitro:                           | Dani (Genova)  |       |       |                                                             |

| 29 aprile 1923 10ª giornata | Inter                 | 2 – 3 | Mantova | Campo di via Goldoni\| Arbitro: \| Pasquinelli (Bologna) \| |
| Arbitro:                    | Pasquinelli (Bologna) |       |         |                                                             |

| 6 maggio 1923 11ª giornata | Inter            | 4 – 2 | Sampierdarenese | Campo di via Goldoni\| Arbitro: \| G.Ricci (Modena) \| |
| Arbitro:                   | G.Ricci (Modena) |       |                 |                                                        |

| 13 maggio 1923 6ª giornata | Speranza          | 0 – 0 | Inter | \| Arbitro: \| Brunetti (Torino) \| |
| Arbitro:                   | Brunetti (Torino) |       |       |                                     |